# City of Knox
City of Knox – obszar samorządu lokalnego (ang. local government area), położony we wschodniej części aglomeracji Melbourne. Po II wojnie światowej nastąpił rozwój tego regionu co doprowadziło do szybkiego wzrostu mieszkańców i urbanizacji tego obszaru. Knox został założony w 1963. Według danych z 2006 obszar ten zamieszkiwało 146 740 osób. 

## Dzielnice
- Bayswater
- Boronia
- Ferntree Gully
- Knoxfield
- Lysterfield
- Rowville
- Scoresby
- The Basin
- Wantirna
- Wantirna South

## Ludność
| Lata | Populacja |
| ---- | --------- |
| 1961 | 21 281    |
| 1966 | 36 491    |
| 1971 | 56 786    |
| 1976 | 74 456    |
| 1981 | 88 902    |
| 1986 | 104 207   |
| 1991 | 121 982   |
| 1996 | 130 401   |
| 2001 | 141 408   |
| 2006 | 146 740   |